# 達令赫斯特
達令赫斯特位於澳大利亞新南威爾士州，緊貼悉尼中心商業區東面的高密度住宅區，多數居民生活於公寓和排屋中。該處曾經為貧民區和紅燈區，自1980年代以來，達令赫斯特經歷了城市更新，成為國際大都市的一部分。區內的域多利街、士丹利街和皇冠街都充滿着濃厚的文化氣息。

## 人口
據2016年人口普查，達令赫斯特的人口為11,320人，當中57.8%為男性，42.2%為女性。男性比例較國民平均值的49.3%為高。45.2%的居民於澳大利亞出生。其他常見出生地包括：英國（6.1%）、紐西蘭（3.8%）、泰國（2.2%）、美國（2.0%）和中國（1.6%）。

## 伸延閱讀
- Apperly, Richard; Irving, Robert; Reynolds, Peter (1989). A Pictorial Guide to Identifying Australian Architecture: Styles and Terms from 1788 to the Present. Sydney, Angus & Robertson. ISBN 0-207-18562-X
- Faro, Clive (2000). Street Seen: A History of Oxford St. Carlton South, Melbourne University Press. ISBN 0-522-84967-9
- Jahn, Graham (1997). Sydney Architecture. Sydney, The Watermark Press. ISBN 0-949284-32-7

## 外部連結
- Sydney City Council （页面存档备份，存于）
- Dunn, Mark. . Dictionary of Sydney. 2011  [2015-09-26]. （原始内容存档于2021-05-15）. [CC-By-SA]
- Dunn, Mark. . Dictionary of Sydney. Dictionary of Sydney Trust. 2008  [2015-10-11].[CC-By-SA]
- Wotherspoon, Garry. . Dictionary of Sydney. 2010  [2015-09-27]. （原始内容存档于2021-03-29）. [CC-By-SA]
- . Dictionary of Sydney. 2008  [2015-10-09]. （原始内容存档于2021-03-29）. [CC-By-SA]